# カスバド
カスバズ、カスバド (古アイルランド語発音: [ˈkaθvað]、Cathbad、Cathbhadh) はアイルランド神話のアルスター物語群においてアルスターの王コンホヴァル・マク・ネサに仕えたドルイドの長。
カスバドはコンホヴァル王にまつわる2つの誕生譚のどちらにも登場し、そのうちの1つでは王の実父と伝えられる。
ある誕生譚では、当時のアルスター王エオハズの娘ネスは（ドルイドは未来を予言する能力を持っていたことから）カスバドに縁起のよい時であるか尋ねた。カスバドは「女王に王をもたらすための」と答えた。 このとき周りには他の男はいなかったので、ネスはカスバドを寝台へと誘い、息子を儲けたと伝えられる。
また別の誕生譚では次のように伝えられる。
フィアンナ（土地を持たない戦士団）の団長であり、ドルイド僧であったカスバドはネスの養父の家を襲い、12人を皆殺しにしたが、犯人が特定できないためにエオハズ王は何もできなかった。このためにネスは27人のフィアンナを雇い、カスバドを追った。しかしある日のこと、ネスが一人で水浴びをしているとカスバスが現れ、妻になるよう迫った。このとき武器を持たずにいたネスは従うほかなかった。この誕生譚では、ネスの息子は恋人であったアイルランド上王ファフトナとの間に生まれており、カスバドの子ではない。カスバドは出産に入るネスに、もし翌日までに子供を産まずにいられればお前の息子は偉大な王となり永遠の名声を保つであろうと伝える。ネスはコンホヴァル川の畔の敷石の上に座り、翌朝を待って出産した。この赤子は川に落ちるが、カスバドが掬いあげ、川にちなんでコンホヴァルと名付けたのちに、我が子として育てた。
カスバドはデアドラの出産の場面にも立ち会い悲劇的な運命を予言する。しかしコンホヴァル王はこれを聞き入れなかった。
また別の時、若きクー・フーリンはカスバドより、この日武器を取るものは永遠の名声を得るが短命に終わるであろう、との予言を聞いている。クー・フーリンはこのとき、すぐに武器を取るべくコンホヴァル王のもとへ走っている。